# Plectrohyla siopela
Plectrohyla siopela es una especie de anfibios de la familia Hylidae. Es endémica de México.
Sus hábitats naturales incluyen bosques tropicales o subtropicales secos, ríos y zonas rocosas. Está amenazada de extinción por la destrucción de su hábitat natural.